# Isla Los Cochis
Isla Los Cochis är en ö i Mexiko. Den ligger i bukten Bahía Navachiste och tillhör kommunen Guasave i delstaten Sinaloa, i den västra delen av landet. Arean är 0,13 kvadratkilometer.